# Dendropsophus juliani
Dendropsophus juliani é uma espécie de anfíbio anuro da família Hylidae. Está presente na Bolívia. A UICN classificou-a como pouco preocupante.